# Bob Cousy Award

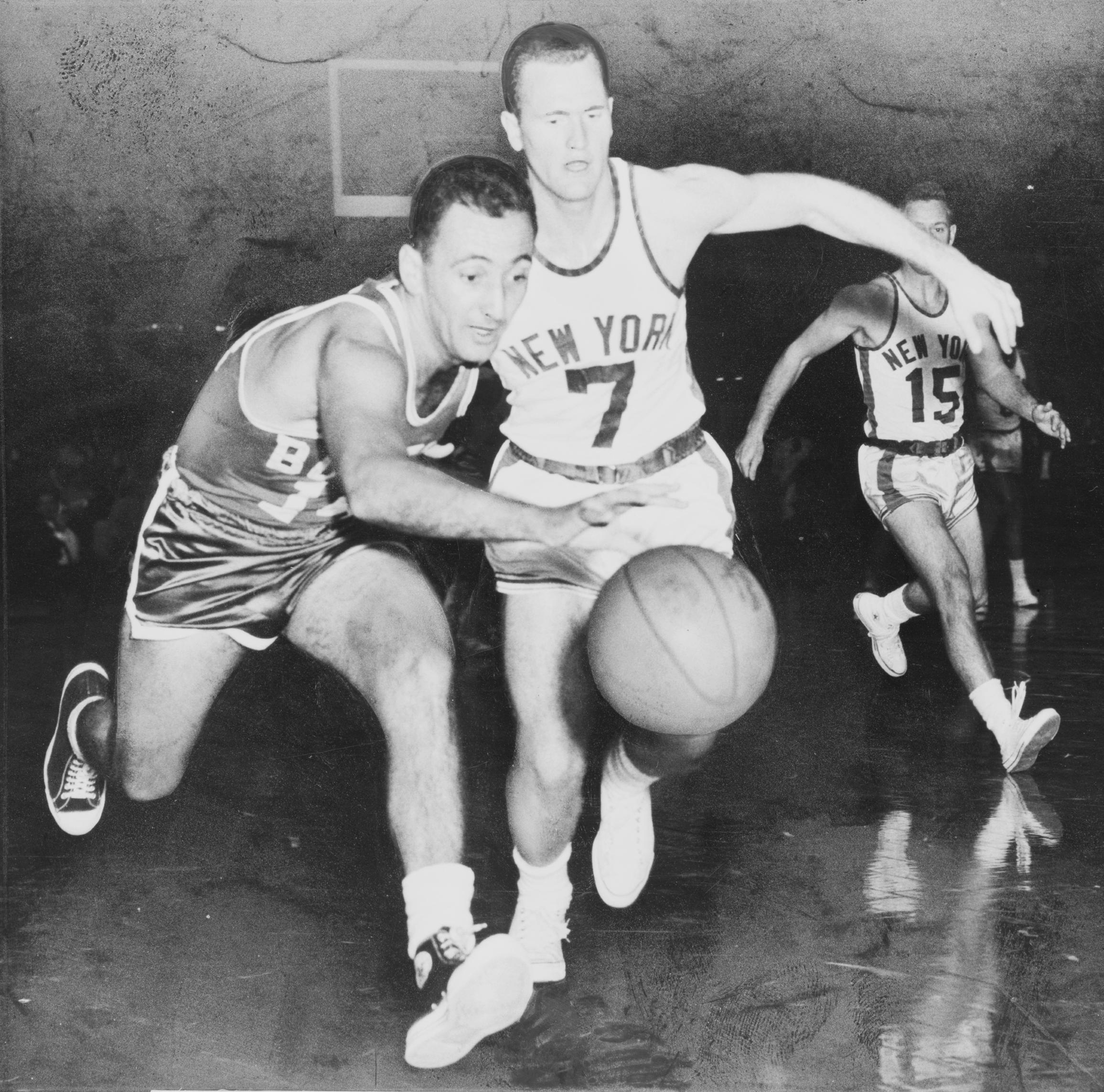
Nagroda nosi imię Boba Cousyego (po lewej).

Bob Cousy Award (lub Bob Cousy Collegiate Point Guard of the Year Award) – nagroda przyznawana corocznie przez Koszykarską Galerię Sław im. Jamesa Naismitha najlepszemu koszykarzowi akademickiemu, występującemu na pozycji rozgrywającego. Nosi imię sześciokrotnego mistrza NBA – Bob Cousy, który występował na pozycji rozgrywającego w barwach Boston Celtics od 1950 do 1963 roku. 
Corocznie nominowani gracze są wybierani przez trenerów akademickich, członków College Sports Information Directors of America (CoSIDA) oraz Krajowe Stowarzyszenie Trenerów Koszykarskich (NABC). Członkowie komitetu CoSIDA dokonują przeglądu nominowanych i wybierają 16 kandydatów z każdej dywizji (12 z National Collegiate Athletic Association (NCAA) Division I i 2 odpowiednio z Division II oraz III). Następnie komitet wyznaczony przez Galerię Sław dokonuje wyboru zwycięzcy. W skład 30-sobowego komitetu wyborczego wchodzą członkowie Galerii Sław, trenerzy, dyrektorzy sportowi, media oraz Cousy.
Pierwszym zwycięzcą w historii został wybrany Jameer Nelson z uczelni Saint Joseph's. W 2010 nagrodę otrzymał zawodnik Maryland – Greivis Vásquez, który stał się pierwszym graczem urodzonym poza USA, którego wybrano laureatem. Gracze Karoliny Północnej zostawali laureatami najwięcej razy w historii – 3 (stan na 2015). Byli to: Raymond Felton (2005), Ty Lawson (2009) oraz Kendall Marshall (2012).

## Laureaci

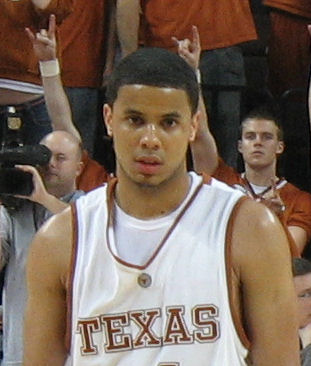
D.J. Augustin z uczelni Teksas jest jednym z trzech drugoroczniaków, którzy zdobyli nagrodę, pozostali to Kendall Marshall i Trey Burke.

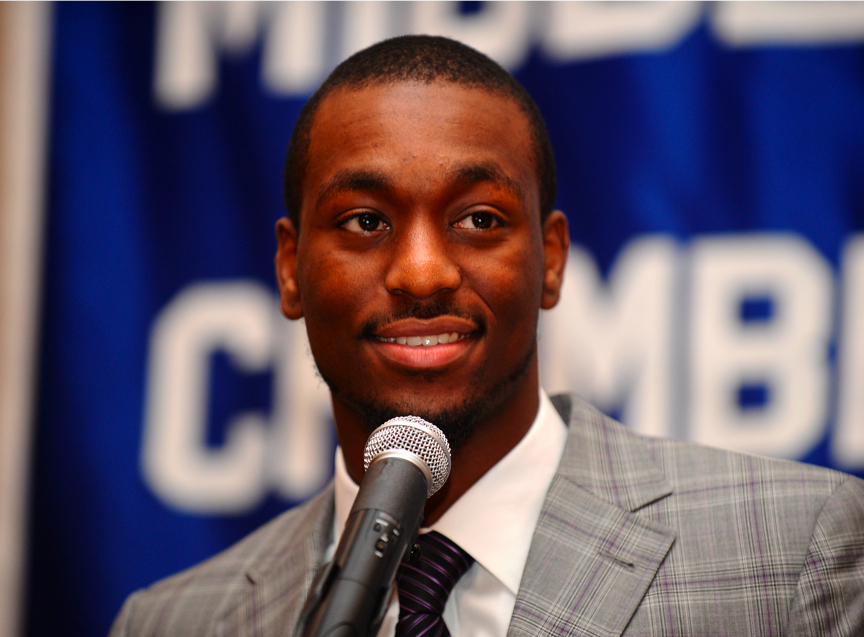
Kemba Walker z Connecticut jest laureatem z 2011 roku.

| *            | Nagrodzony tytułem Zawodnika Roku : Naismith College Player of the Year lub John R. Wooden Award |
| Zawodnik (X) | Oznacza liczbę nagród uzyskanych przez tego samego zawodnika                                     |
| Freshman     | Zawodnik pierwszego roku                                                                         |
| Sophomore    | Zawodnik drugiego roku                                                                           |
| Junior       | Zawodnik trzeciego roku                                                                          |
| Senior       | Zawodnik ostatniego roku                                                                         |
| Graduate     | Gracz piątego roku                                                                               |

| Sezon   | Zawodnik         | School         | Status    |
| ------- | ---------------- | -------------- | --------- |
| 2003–04 | Jameer Nelson*   | Saint Joseph's | Senior    |
| 2004–05 | Raymond Felton   | North Carolina | Junior    |
| 2005–06 | Dee Brown        | Illinois       | Senior    |
| 2006–07 | Acie Law         | Texas A&M      | Senior    |
| 2007–08 | D.J. Augustin    | Teksas         | Sophomore |
| 2008–09 | Ty Lawson        | North Carolina | Junior    |
| 2009–10 | Greivis Vásquez  | Maryland       | Senior    |
| 2010–11 | Kemba Walker     | UConn          | Junior    |
| 2011–12 | Kendall Marshall | North Carolina | Sophomore |
| 2012–13 | Trey Burke*      | Michigan       | Sophomore |
| 2013–14 | Shabazz Napier   | UConn          | Senior    |
| 2014–15 | Delon Wright     | Utah           | Senior    |
| 2015–16 | Tyler Ulis       | Kentucky       | Sophomore |
| 2016–17 | Frank Mason III* | Kansas         | Senior    |
| 2017–18 | Jalen Brunson*   | Villanova      | Junior    |
| 2018–19 | Ja Morant        | Murray State   | Sophomore |
| 2019–20 | Payton Pritchard | Oregon         | Senior    |
| 2020–21 | Ayo Dosunmu      | Illinois       | Junior    |
| 2021–22 | Collin Gillespie | Villanova      | Graduate  |
| 2022–23 | Markquis Nowell  | Kansas State   | Senior    |
| 2023–24 | Tristen Newton   | UConn          | Graduate  |
| 2024–25 | Braden Smith     | Purdue         | Junior    |

## Laureaci według uczelni
| Uczelnia       | Laureaci | Lata             |
| -------------- | -------- | ---------------- |
| North Carolina | 3        | 2005, 2009, 2012 |
| UConn          | 3        | 2011, 2014, 2024 |
| Illinois       | 2        | 2006, 2021       |
| Villanova      | 2        | 2018, 2022       |
| Kansas         | 1        | 2017             |
| Kansas State   | 1        | 2023             |
| Maryland       | 1        | 2010             |
| Michigan       | 1        | 2013             |
| Murray State   | 1        | 2019             |
| Oregon         | 1        | 2020             |
| Purdue         | 1        | 2025             |
| Saint Joseph's | 1        | 2004             |
| Teksas         | 1        | 2008             |
| Texksas A&M    | 1        | 2007             |
| Utah           | 1        | 2015             |